# Gastrochilus formosanus
Gastrochilus formosanus är en orkidéart som först beskrevs av Bunzo Hayata, och fick sitt nu gällande namn av Bunzo Hayata. Gastrochilus formosanus ingår i släktet Gastrochilus och familjen orkidéer. Inga underarter finns listade i Catalogue of Life.